# Parapionosyllis minuta
Parapionosyllis minuta är en ringmaskart som först beskrevs av Pierantoni 1903.  Parapionosyllis minuta ingår i släktet Parapionosyllis och familjen Syllidae. Arten har ej påträffats i Sverige. Inga underarter finns listade i Catalogue of Life.